# Hřib (Xerocomellus)
Hřib (Xerocomellus Šutara 2008) je rod hřibovitých hub, který v roce 2008 vyčlenil z rodu Xerocomus (suchohřib) český mykolog Josef Šutara. V České republice jsou místní druhy rodu Xerocomellus mezi houbaři označované jako babky.

## Seznam druhů
Josef Šutara zároveň v roce 2008 přeřadil 9 (především středoevropských) druhů z rodu Xerocomus do rodu Xerocomellus; v přesunech pak pokračovali další mykologové, například Wolfgang Klofac v roce 2011 nebo N. Siegel, C.F. Schwarz a J.L. Frank v roce 2014. Roku 2015 byl z rodu Xerocomellus vyčleněn nový rod Rheubarbariboletus, do nějž byly přesunuty hřib broskvový (R. persicolor) a hřib meruňkový (R. armeniacus). Dále byl v roce 2015 z rodu Xerocomellus vyčleněn nový rod Hortiboletus, do nějž byly přesunuty hřib červený (H. rubellus), hřib Engelův (H. engelii), hřib lindový (H. bubalinus) a H. campestris.
- hřib Markův (Xerocomellus marekii (Šutara et Skála) Šutara 2008)
- hřib mokřadní (Xerocomellus ripariellus (Redeuilh) Šutara 2008)
- hřib políčkatý (Xerocomellus cisalpinus (Simonini, Ladurner & Peintner) Klofac 2011)
- hřib sametový (Xerocomellus pruinatus (Fr.) Šutara 2008)
- hřib suchomilný (Xerocomellus dryophilus (Thiers) N. Siegel, C.F. Schwarz et J.L. Frank 2014)
- hřib uťatovýtrusý (Xerocomellus porosporus (Imler ex G. Moreno et Bon) Šutara 2008)
- hřib žlutomasý (Xerocomellus chrysenteron (Bull.) Šutara 2008)
- Xerocomellus fennicus (Harmaja) Šutara 2008
- Xerocomellus sarnarii Simonini, Vizzini et Eberhardt 2015
- Xerocomellus truncatus (Singer, Snell & Dick) Klofac 2011
- Xerocomellus zelleri (Murrill) Klofac 2011